# Маяк (Крым)
Мая́к (укр. Маяк, крымскотат. Mayak, Маяк) — село в Черноморском районе Крыма. Согласно административно-территориальному делению Украины относится к Оленевскому сельскому совету Автономной Республики Крым, а согласно административно-территориальному делению Российской Федерации — к Оленевскому сельскому поселению Республики Крым.

## Население
| 2001 | 2014 |
| ---- | ---- |
| 50   | ↗114 |

## География
Расположено в юго-западной части района, в 28 км на юго-запад от районного центра Черноморское. Крайний западный населённый пункт Черноморского района и всего Крыма. В черте села расположены мыс Тарханкут и Тарханкутский маяк. Расстояние до райцентра Черноморское — примерно 28 километров (по шоссе), ближайшая железнодорожная станция — Евпатория — около 100 километров. Транспортное сообщение осуществляется по региональной автодороге 35Н-616 Оленевка — Маяк (по украинской классификации — С-0-11715).

## Современное состояние
На 2016 год в Маяке улиц не числится; на 2009 год, по данным сельсовета, село занимало площадь 8,1 гектара, на которой в 58 дворах проживало 132 человека. Село связано автобусным сообщением с райцентром и соседними населёнными пунктами.

## История
Как самостоятельный населённый пункт поселение при маяке (жильё смотрителей, сооружённое одновременно с башней) упоминается в изданной в 1886 году «Справочной книжке о приходах и храмах Таврической епархии…» епископа Гермогена, согласно которой Тарханкутский маяк — русская деревня, приписанная к приходу Ак-Мечетской церкви Захария и Елисаветы. В «…Памятной книжке Таврической губернии на 1900 год» Маяк Тарханкут — отдельное поселение с 16 жителями в 1 домохозяйстве в Кунанской волости Евпаторийского уезда. По Статистическому справочнику Таврической губернии. Ч.II-я. Статистический очерк, выпуск пятый Евпаторийский уезд, 1915 год, на Тарханкутском маяке Кунанской волости Евпаторийского уезда числилось 3 двора (все дворы безземельные) с русским населением в количестве 20 человек приписных жителей и 13 — «посторонних», из которых 17 мужчин и 16 женщин. Жители землёй не владели, в хозяйствах имелось 3 лошади 4 коровы.
После установления в Крыму Советской власти, по постановлению Крымревкома от 8 января 1921 года № 206 «Об изменении административных границ» была упразднена волостная система и образован Евпаторийский уезд, в котором создан Ак-Мечетский район и село вошло в его состав, а в 1922 году уезды получили название округов. 11 октября 1923 года, согласно постановлению ВЦИК, в административное деление Крымской АССР были внесены изменения, в результате которых округа были отменены, Ак-Мечетский район упразднён и село вошло в состав Евпаторийского района. Согласно Списку населённых пунктов Крымской АССР по Всесоюзной переписи 17 декабря 1926 года, при Маяке Тарханкутском, Кунанского сельсовета Евпаторийского района, числилось 5 дворов, население составляло 5 человек: 3 украинца, 1 русский, 1 записан в графе «прочие». Согласно постановлению КрымЦИКа от 30 октября 1930 года «О реорганизации сети районов Крымской АССР», был восстановлен Ак-Мечетский район (по другим данным 15 сентября 1931 года) и селение вновь включили в его состав. По данным всесоюзной переписи населения 1939 года в селе проживало 50 человек, что, вероятно, опечатка.
Время присвоения статуса села из доступных исторических документов пока не установлено, но на 1960 год Маяк уже числился в составе Оленевского сельсовета. С 12 февраля 1991 года село в восстановленной Крымской АССР, 26 февраля 1992 года переименованной в Автономную Республику Крым. С 21 марта 2014 года — в составе Республики Крым России.